# Condado de Trinity (Texas)
O Condado de Trinity é um dos 254 condados do estado americano do Texas. A sede do condado é Groveton, e sua maior cidade é Groveton.
O condado possui uma área de 1 849 km² (dos quais 55 km² estão cobertos por água), uma população de 13 779 habitantes, e uma densidade populacional de 8 hab/km² (segundo o censo nacional de 2000).
O condado foi fundado em 1850.